# Cryptus karakurti
Cryptus karakurti är en stekelart som beskrevs av Rossikov 1904. Cryptus karakurti ingår i släktet Cryptus och familjen brokparasitsteklar. Inga underarter finns listade i Catalogue of Life.